# Argyronome producta
Argyronome producta är en fjärilsart som beskrevs av Matsumura 1929. Argyronome producta ingår i släktet Argyronome och familjen praktfjärilar. Inga underarter finns listade i Catalogue of Life.